# Araneus kirgisikus
Araneus kirgisikus är en spindelart som beskrevs av Bakhvalov 1974. Araneus kirgisikus ingår i släktet Araneus och familjen hjulspindlar. Inga underarter finns listade i Catalogue of Life.